# Brownsville (Maryland)
Brownsville es un lugar designado por el censo ubicado en el condado de Washington en el estado estadounidense de Maryland. En el Censo de 2010 tenía una población de 89 habitantes y una densidad poblacional de 121,42 personas por km².

## Geografía
Brownsville se encuentra ubicado en las coordenadas 39°22′41″N 77°39′42″O / 39.37806, -77.66167. Según la Oficina del Censo de los Estados Unidos, Brownsville tiene una superficie total de 0.73 km², de la cual 0.73 km² corresponden a tierra firme y (0%) 0 km² es agua.

## Demografía
Según el censo de 2010, había 89 personas residiendo en Brownsville. La densidad de población era de 121,42 hab./km². De los 89 habitantes, Brownsville estaba compuesto por el 97.75% blancos, el 0% eran afroamericanos, el 0% eran amerindios, el 0% eran asiáticos, el 0% eran isleños del Pacífico, el 0% eran de otras razas y el 2.25% pertenecían a dos o más razas. Del total de la población el 0% eran hispanos o latinos de cualquier raza.